# 小堤橋

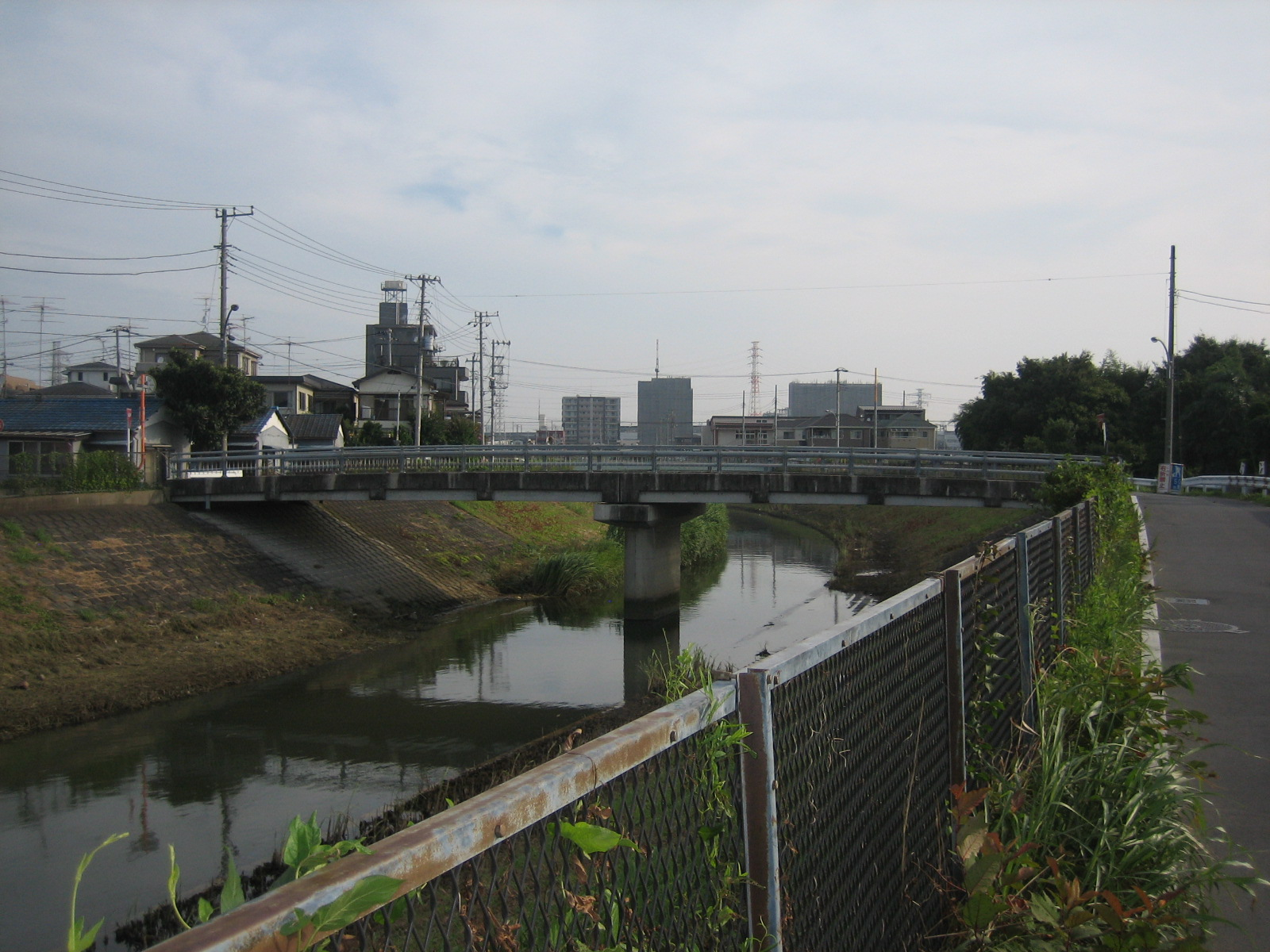
橋の全景（2007年8月4日撮影）

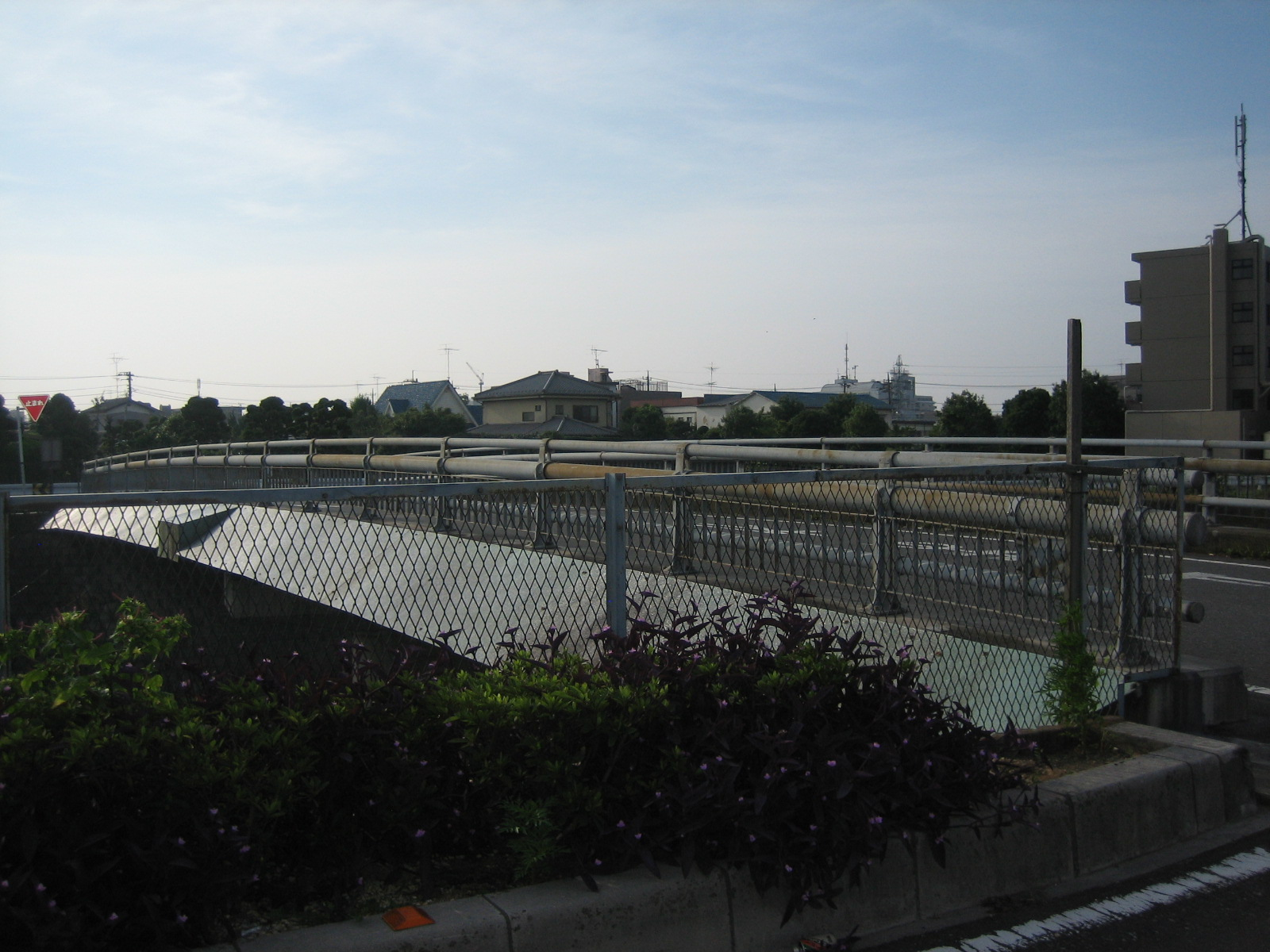
東の渡るとT字路にぶつかる（2007年8月4日撮影）

小堤橋（こづつみはし）は、埼玉県戸田市の笹目川にかかる橋の一つである。

## 概要
- 笹目川にかかる橋で、北（さいたま市方面）から15番目（北戸田駅にかかる埼京線と新幹線の橋も含めれば16番目）・南（東京都方面）から9番目の橋として位置している。
- 笹目川に架かる橋の中では中間ほどの大きさ。交通量は少ない。
- 通している道は戸田市の市道でこの橋を東に渡るとすぐにT字路にぶつかり、左右に分かれる。左へ曲がると北戸田駅方面、右に曲がると山宮橋方面に繋がる。

- 名前の由来は、昔のこの辺りの地区名「小堤」から。「小堤」という地名は旧新曽村西方から流れる水路の排水路があり、その堤防と接していたから、とされる。

## データ
竣工
1990年（平成2年）3月
橋長
31.10m
幅員
6.00m
車道部
5.50m
路肩部
0.50m
形状
直橋

## 橋の周辺
住宅街が広がる。

## 隣の橋
- 笹目川

谷口橋 - 芦原橋 - 小堤橋  - 境橋 - 山宮橋